# Leon Suzin

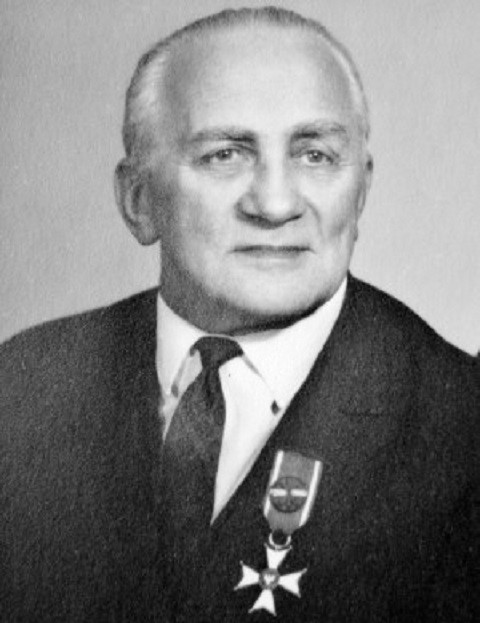
Leon Suzin

Leon Marek Suzin (geboren 1901 in Warschau; gestorben 1976 ebenda) war ein polnischer Architekt und Bildhauer. Er schuf in der Volksrepublik Polen Werke im Stil des Realsozialismus.

## Leben und Werk
Suzin studierte Kunst an der Schule der Schönen Künste Warschau und Architektur an der Technischen Universität Warschau. Nach dem Zweiten Weltkrieg entwarf er das erste und zweite Warschauer Ghetto-Ehrenmal, letzteres zusammen mit Nathan Rappaport. Nach seinen Plänen wurden zahlreiche Gebäude in Warschau nach den Zerstörungen des Zweiten Weltkriegs wieder aufgebaut, so zum Beispiel die Feldkathedrale. Er ist auf dem Powązki-Friedhof beigesetzt.